# 코스게 마미
코스게 마미(일본어: 小菅真美 1974년 10월 20일 ~)는 일본의 여자 성우다. 도쿄도 출신으로 프로덕션 에이스 소속이다.

## 출연 작품

### TV 애니메이션
2002년
- 키디 그레이드(보니타 제럴)

2003년
- 나루에의 세계(바치 스카프)
- 네가 바라는 영원(코즈키 모토코)

2004년
- 그레네이더~미소의 섬사(쿠레나이 토우카)
- 망각의 선율(타마코로가시)

2006년
- 블랙 블러드 브라더스(케리 웡)

2009년
- 학생회의 일존(마기루 사토리)
- 사키(니시다 쥰코)

2011년
- 일상(사쿠라이 이즈미)

### OVA
2007년
- 네가 바라는 영원 ~넥스트 시즌~(코즈키 모토코)